# Donji Grahovljani
Donji Grahovljani falu Horvátországban Pozsega-Szlavónia megyében. Közigazgatásilag Pakráchoz tartozik.

## Fekvése
Pozsegától légvonalban 33, közúton 46 km-re északnyugatra, községközpontjától légvonalban 10, közúton 13 km-re északkeletre, Nyugat-Szlavóniában, a Kravarina-patak mentén fekszik.

## Története
Grahovljani területe már ősidők óta lakott volt, hiszen határában a „Staro groblje” nevű helyen az erdőben ókori temető maradványai találhatók több mint 200 sírral. A sírok kelet-nyugati tájolásúak és sírkövek helyett felül háromszögletű köveket helyeztek rájuk. A sírok hovatartozása máig vitatott
Grahovljani település első írásos említése 1698-ban „Grahovlany” alakban 15 portával a török uralom alól felszabadított települések összeírásában történt. A 17. század végétől a török kiűzése után a területre folyamatosan telepítették be a keresztény lakosságot. Ide Boszniából pravoszláv vlachok érkeztek. Az első katonai felmérés térképén „Dorf Grahovliani” néven találjuk. Lipszky János 1808-ban Budán kiadott repertóriumában „Grahovlyani” néven szerepel. Nagy Lajos 1829-ben kiadott művében „Grahovlyani” néven összesen 82 házzal, 596 ortodox vallású lakossal találjuk. Az egységes Grahovljani településnek 1857-ben 600, 1910-ben 937 lakosa volt. 1910-ben a népszámlálás adatai szerint lakosságának 99%-a szerb anyanyelvű volt. Pozsega vármegye Pakráci járásának része volt. Az első világháború után 1918-ban az új szerb-horvát-szlovén állam, majd később (1929-ben) Jugoszlávia része lett. 1948-tól Donji Grahovljani már különálló településként szerepel. 1991-ben lakosságának 98%-a szerb nemzetiségű volt. A délszláv háború idején kezdettől fogva szerb ellenőrzés alatt volt. A horvát hadsereg az Orkan ’91 hadművelet második szakaszában 1991. december 20. és 27. között foglalta vissza. Szerb lakossága nagyrészt elmenekült. 2011-ben 33 lakosa volt.

## Lakossága
| Lakosság változása | Lakosság változása | Lakosság változása | Lakosság változása | Lakosság változása | Lakosság változása | Lakosság változása | Lakosság változása | Lakosság változása | Lakosság változása | Lakosság változása | Lakosság változása | Lakosság változása | Lakosság változása | Lakosság változása | Lakosság változása |
| ------------------ | ------------------ | ------------------ | ------------------ | ------------------ | ------------------ | ------------------ | ------------------ | ------------------ | ------------------ | ------------------ | ------------------ | ------------------ | ------------------ | ------------------ | ------------------ |
| 1857               | 1869               | 1880               | 1890               | 1900               | 1910               | 1921               | 1931               | 1948               | 1953               | 1961               | 1971               | 1981               | 1991               | 2001               | 2011               |
| 600                | 570                | 501                | 649                | 888                | 937                | 942                | 1.175              | 419                | 421                | 414                | 371                | 267                | 188                | 44                 | 33                 |

(1931-ig Grahovljani részeként, a későbbi Srednji és Gornji Grahovljani lakosságával együtt. 1948-tól önálló településként.)

## Nevezetességei
Szent Péter és Pál apostolok tiszteletére szentelt pravoszláv parochiális templomát 1746-ban építették. Egyhajós épület félköríves szentéllyel és a főhomlokzatból emelkedő harangtoronnyal. A templom kőből és téglából épült a település kiemelkedő helyén. A hajó baldachinos famennyezettel fedett, fából ácsolt nyeregtetővel, melyet cseréppel fedtek be. A harangtornyot piramis alakú tető és fémlemez borítja. Az apszis szintén fémlemezzel van bevonva. Belül egy nagy ikonosztáz található rokokó faragványokkal, hat ikonsorral. Az ablakok íves áthidalókkal vannak ellátva. A templom 1991-ben a délszláv háború során súlyosan megrongálódott. A parókiához Dereza és Grahovljani falvak tartoznak.